# Park Narodowy Monte Alén

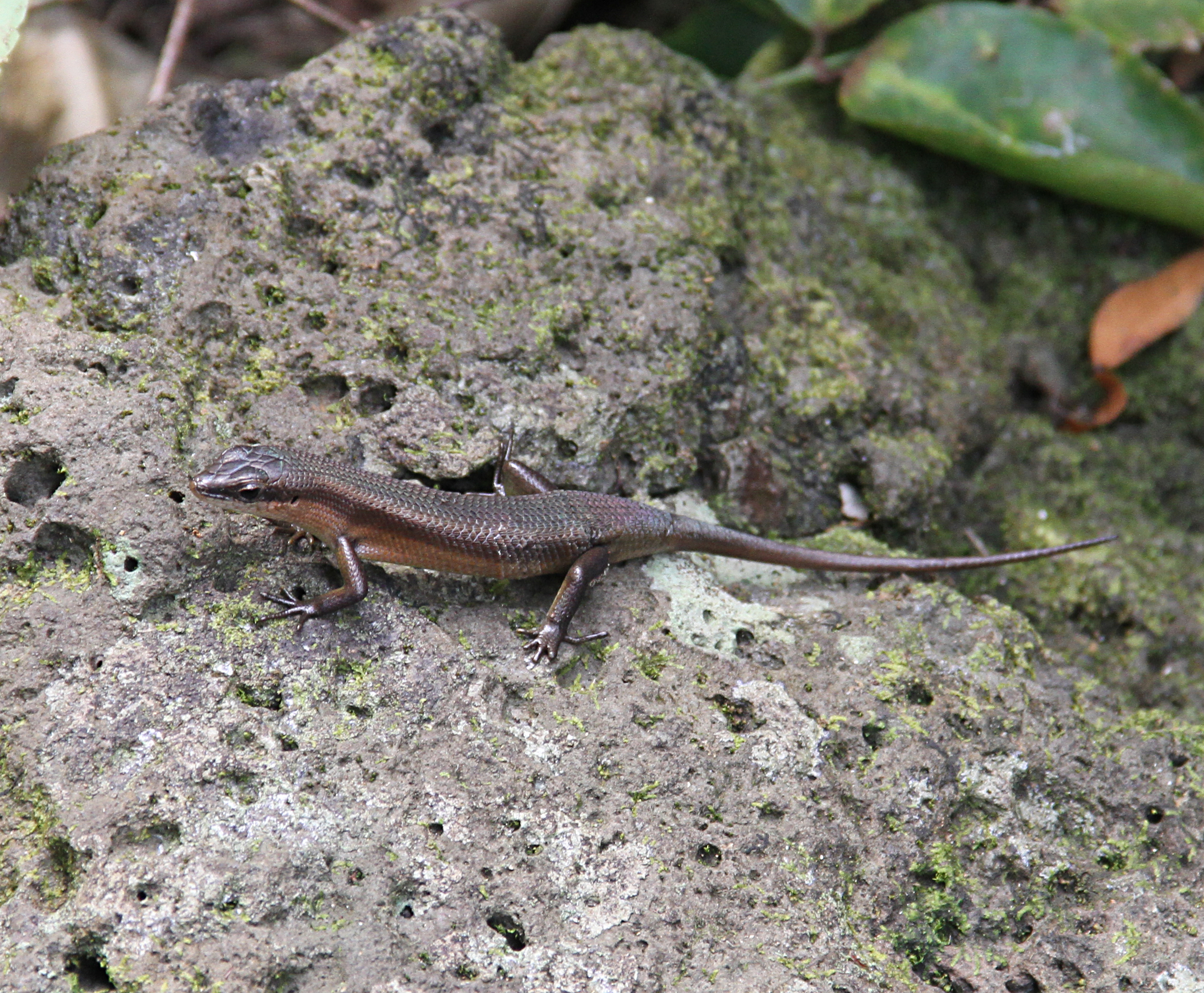
Jedna z występujących tu jaszczurek Trachylepis polytropis

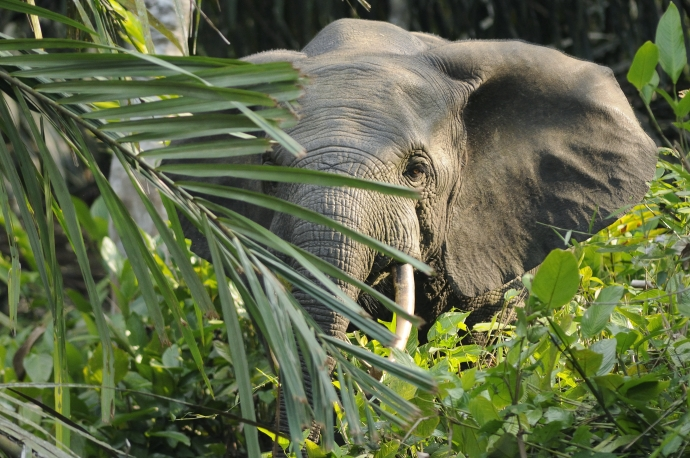
Słoń leśny

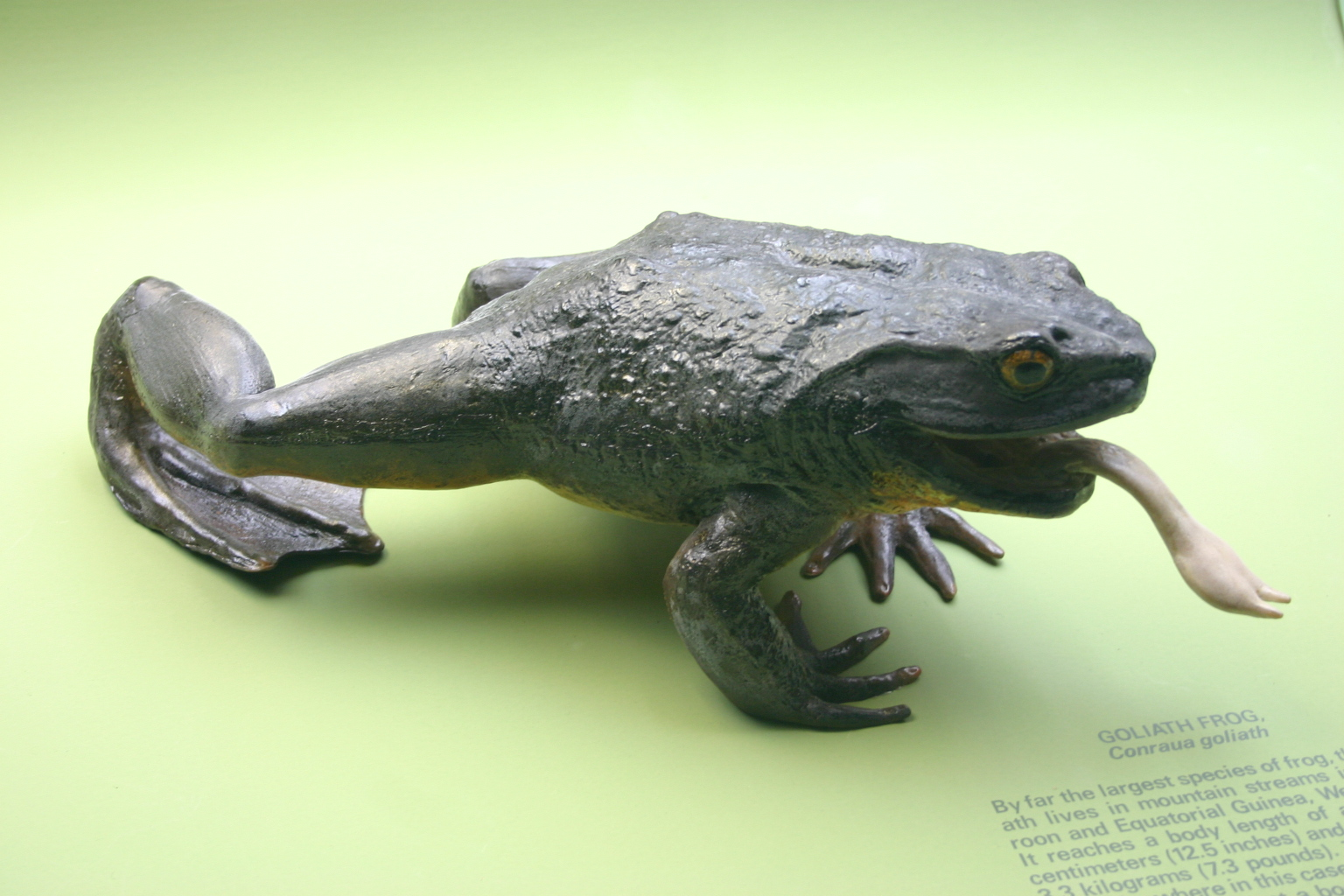
Żaba goliat

Park Narodowy Monte Alén (hiszp. Parque Nacional de Monte Alén) – park narodowy w Gwinei Równikowej o powierzchni 1400 km² na obszarze Mbini. Jest to największy park narodowy Gwinei. Pod jego ochroną znajduje się bogata fauna i flora wilgotnych lasów równikowych. Nie została ona jeszcze dokładnie przebadana, ponieważ topografia terenu oraz warunki klimatyczne (częste, intensywne opady) utrudniają eksplorację parku.

## Historia
Ludność
Teren obecnego parku i jego okolice zamieszkują od stuleci Fangowie. Okoliczni mieszkańcy zajmują się rolnictwem, zbieractwem i łowiectwem, a ostatnio również oprowadzaniem turystów. W czasach kolonialnych, po przybyciu Hiszpanów, założono tu kilka plantacji kakaowca i kawy. Wybudowano też parę dróg. Współcześnie dawne, porzucone uprawy zarosły naturalną roślinnością.
Objęcie ochroną
W 1989 roku zaproponowano utworzenie parku mającego chronić unikatowe lasy deszczowe. Następnie wytyczono jego przyszłe granice. Park został ostatecznie formalnie ustanowiony w 2000 roku na mocy dekretu prezydenckiego wraz z trzynastoma innymi obszarami, które znalazły się pod ochroną. Od 1992 roku do połowy lat 2000 terenem parku zarządzano w ramach programu ECOFAC (ang. Conservation and Rational Use of Forest Ecosystems in Central Africa) finansowanego przez Unię Europejską, dzięki któremu m.in. przeszkolono okolicznych mieszkańców w zwalczaniu kłusownictwa, monitorowaniu populacji różnych gatunków zwierząt oraz ekoturystyce.

## Geografia
Położenie
Park znajduje się w obrębie Prowincji Środkowo-Południowej niedaleko miasta Niefang. Obszar parku ograniczony jest z zachodu rzeką Uoro, a od strony wschodniej drogą prowadzącą z Niefang do Gabonu. Występują tu wzniesienia sięgające od 300 do 1250 m n.p.m. – najwyższe to Monte Alen i Monte Mitra. Na terenie parku znajduje się kilka odsłoniętych skał i jedno jezioro – Atoc otoczone lasami. Na rzekach Uoro i Lana znajdują się wodospady.
Klimat
Park Narodowy Monte Alén, podobnie jak cała Gwinea Równikowa, leży w obszarze klimatu równikowego wybitnie wilgotnego. Średnia roczna opadów wynosi 3000–3500 mm. Pora sucha jest krótka i trwa przez dwa miesiące (styczeń, luty). Pora deszczowa zajmuje pozostałą część roku z okresami największych opadów od marca do maja i od września do grudnia. Natomiast średnia roczna temperatura waha się od 20–23℃ w wyżej położonych punktach do 25℃ poza wzniesieniami.

## Przyroda
Zarówno świat zwierząt, jak i roślin jest niezwykle zróżnicowany pod względem gatunkowym. Występuje tu 105 gatunków ssaków (w tym 16 gatunków naczelnych), przynajmniej 265 gatunków ptaków oraz 65 gatunków gadów. Szacuje się, że wiele gatunków nie zostało jeszcze odkrytych.

### Fauna
Ssaki

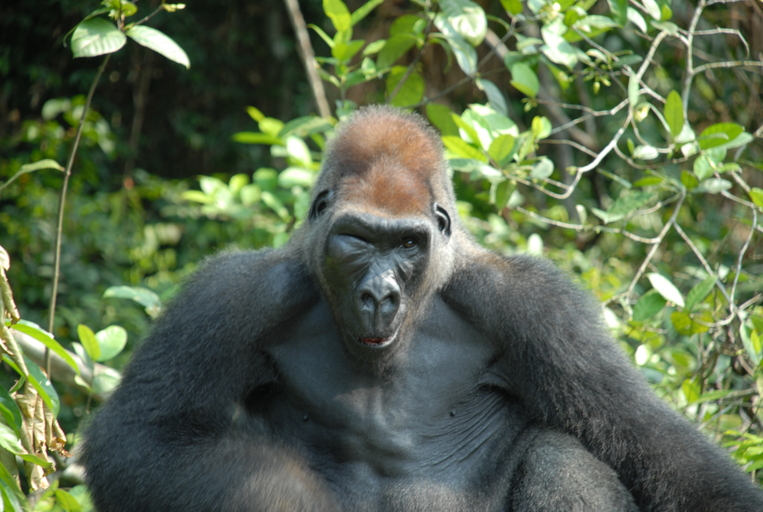
Goryl

Na terenie parku występuje wiele dużych ssaków, m.in. słoń leśny, hipopotam, bawół leśny, antylopy (m.in. sitatunga sawannowa). Dużą grupą zwierząt zamieszkujących park są ssaki mięsożerne, m.in. lampart, złotokot afrykański, czy małe drapieżniki z rodziny wiwerowatych np. pojana kongijska. Spotkać tu też można łuskowce oraz owocożerne nietoperze. Pożywieniem dla mięsożerców są licznie występujące gryzonie np. zębiełek równikowy. Na terenie parku żyją przedstawiciele naczelnych.
Lista naczelnych
- goryl zachodni (Gorilla gorilla)[2]
- szympans zwyczajny (Pan troglodytes)[2]
- gereza czarna (Colobus satanas)[8][2]
- mangaba obrożna (Cercocebus torquatus)[2]
- mandryl barwnolicy (Mandrillus sphinx)[2]
- potto wielki (Perodicticus potto)
- angwatibo złocisty (Arctocebus aureus)
- igłoszpon lisi (Euoticus elegantulus)
- galagosek zatokowy (Galago alleni)
- mangabka siwolica (Lophocebus albigena)
- koczkodan rzeczny (Cercopithecus mona])
- koczkodan białonosy (Cercopithecus nictitans)
- koczkodan czubaty (Cercopithecus pogonias)
- koczkodan nadobny (Cercopithecus neglectus)
- koczkodan białowargi (Cercopithecus cephus)
- talapoin gaboński (Miopithecus ogouensis)
- mangaba obroźna (Cercocebus torquatus)
- koczkodan czerwonouchy (Cercopithecus erythrotis)

Ptaki
Teren parku zamieszkany jest przez trzy gatunki ptaków górskich: kruczynę szarą (Coracina caesia syn. Ceblepyris caesia) (750 m), turniurzyki jasnonogie (Dryoscopus angolensis) (1100 m), świstunkę czarnołbistą (Phylloscopus herberti ) (800 m). Do wartych odnotowania przedstawicieli awifauny parku należą bardzo rzadkie: dzioborożec niebieskolicy (Ceratogymna elata), sępowronka kameruńska (Picathartes oreas), wikłacz nigeryjski (Ploceus preussi) oraz wikłacz żółtopierśny (Malimbus racheliae)'. Ptaki te występują najczęściej w Gwinei Równikowej i sąsiednich krajach.
Gady i płazy
Największymi gadami parku są krokodyl wąskopyski oraz krokodyl małopyski. Występuje tu wiele gatunków jaszczurek oraz węży. Najpospolitsze są pytony i żmije, m.in. Python sebae, Bitis gabonica i Atheris squamigera. Występują tu także kameleony, gekony, agamy i warany, a także żółwie z rodzaju Kinixys. Żyje tu także największy płaz bezogonowy świata – żaba goliat (Conraura goliath), zamieszkująca południową część parku. Ponadto rzadkimi gatunkami płazów są Petropedetes palmipes oraz Leptodactylodon stevarti (oba wpisane do Czerwonej księgi gatunków zagrożonych). Na terenie parku występuje również dużo innych gatunków ropuch i żab.
Flora
Teren Parku Narodowego Monte Alén porośnięty jest przez wilgotne lasy równikowe. Wśród występujących tu roślin można znaleźć wiele endemitów. Niedawno odkryto nowe gatunki należące do rodzaju Scaphopetalum z rodziny zatwarowatych (Sterculiaceae) oraz w lasach Monte Mitra Korupodendron songweneanumco (gatunek do tej pory potwierdzony w dwóch innych parkach narodowych Afryki), co wskazuje na ogromną bioróżnorodność roślin na obszarze parku. Ponadto w lasach parku rośnie wiele mniejszych roślin tworzących podszyt, czemu sprzyja duża wilgotność. Szczególnie różnorodne pod względem roślinnym są zbocza Monte Mitra. Zaznaczają się tam piętra roślinne od lasów deszczowych u podnóża po murawy trawiaste w wyższych partiach.
Endemizm Monte Mitra
Najwięcej roślinnych endemitów występuje na wyższych wysokościach. Ich liczba zmniejsza się wraz ze spadkiem wysokości i u podnóża jest najmniej unikalnych gatunków.

## Turystyka

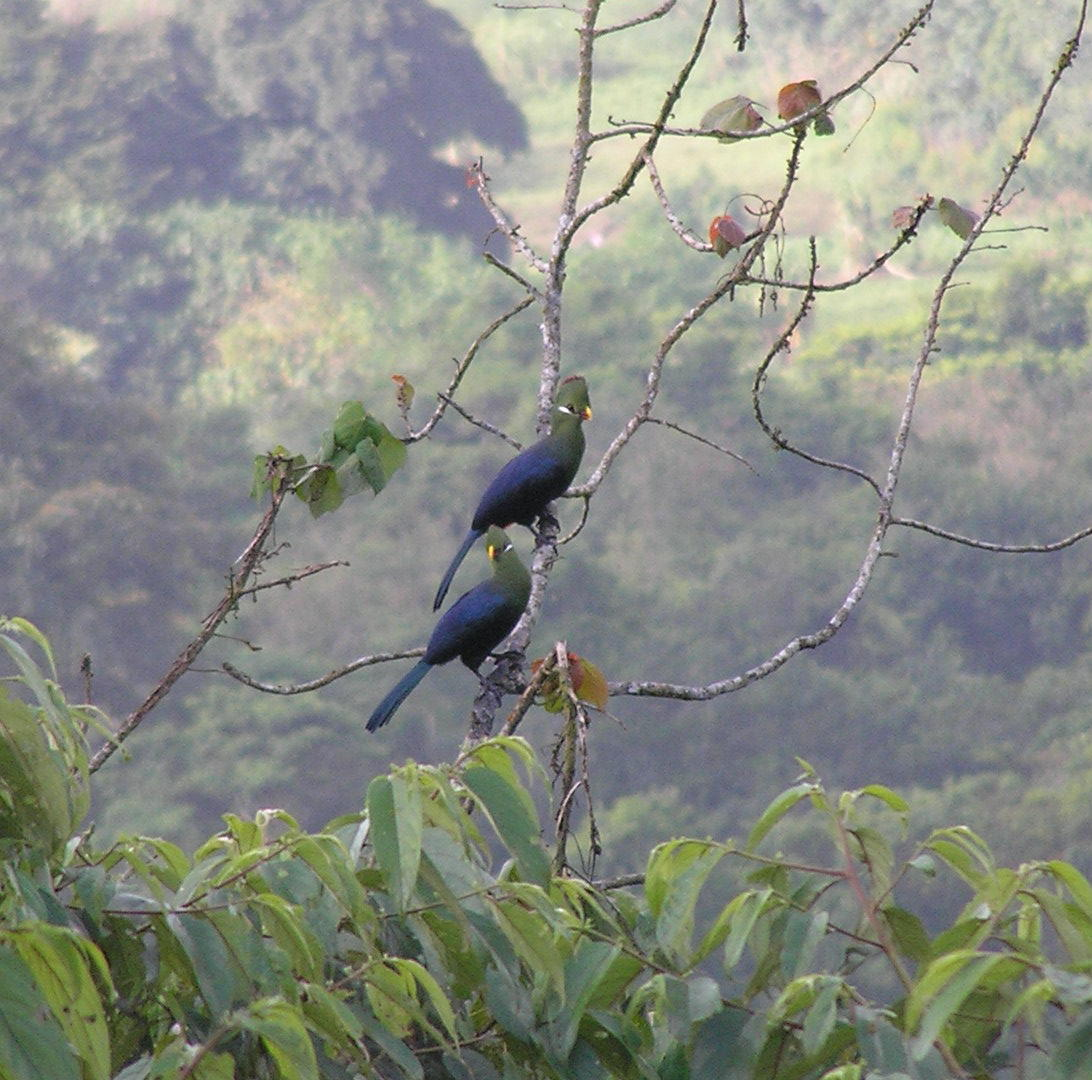
Turak

Najbliższym miastem jest Niefang. Aby zwiedzić Park Narodowy Monte Alén potrzebna jest wiza umożliwiająca wjazd do Gwinei Równikowej, a na fotografowanie należy uzyskać pozwolenie. Okoliczni mieszkańcy oferują usługi przewodnika – oprowadzanie turystów, zbieractwo i łowiectwo są ich jedynym źródłem utrzymania. Na miejscu wybudowano niewielki budynek dla turystów, bowiem najbliższy hotel znajduje się w Bata i jest oddalony o ok. 50 km. Zatrzymać się można również w Esamalan Camp. Główną atrakcję turystyczną stanowi bogata przyroda. Możliwy jest trekking i wspinaczka.

## Zagrożenia i ochrona
Park Narodowy Monte Alén został powołany aby chronić dziewicze i bogate lasy, które są coraz bardziej wycinane w innych częściach Gwinei Równikowej. Najpoważniejszym zagrożeniem dla tego obszaru jest kłusownictwo. Skorumpowani urzędnicy i strażnicy parku nie podejmują działań, by ukrócić ten proceder. Najpopularniejsze gatunki, na które polują kłusownicy to turaki, żółwie oraz małpy. Aby chronić teren parku, oznaczono jego granice i prowadzi się akcje edukacyjne informujące o bogactwie parku i jego zagrożeniu.